# 巴黎時裝週
巴黎時裝週（Semaine de la mode de Paris）是在法国巴黎每半年举行的时装周，每年分春夏和秋冬两季，由法国高级定制和时尚联合会（FHCM）主办。巴黎时装周是公认的四大時裝週之一，按时间顺序，为每季的最后一站（纽约→伦敦→米兰→巴黎）。除了女装成衣展外，还举办男装成衣展和高级定制（Haute Couture）展，也是四大时装周里唯一特别设立有“高级定制时装周”的，这三类时装展在不同周举办。

## 历史
1945年，法国的高级定制公会（Chambre Syndicale de la Haute Couture）开始为高级时装制定准则，要求每个时装屋每季向媒体展示35套服饰，由此促成了巴黎时装周的雏形。
1973年，法国巴黎高级时装公会（La Fédération Française de la Couture）成立，其下辖三个独立工会：
- Chambre Syndicale de la Haute Couture（负责高级定制）
- Chambre Syndicale de la Mode Masculine（负责男装成衣）
- Chambre Syndicale du Prêt-à-Porter des Couturiers et des Créateurs de Mode（主要负责女装成衣）

同年，该工会在凡尔赛宫组织了首届官方时装周。2017年，该组织更名为高级定制和时尚联合会（FHCM）。

## 形式
巴黎时装周分为“女装成衣时装周”、“男装成衣时装周”和“高级定制时装周”三类，每类时装周每年举办2场。以2023年为例，这6场时装周的日程分别为：
- 2023年1月第三周：男装成衣时装周（发布23年秋冬款）[6]
- 2023年1月第四周：高级定制时装周（发布23年春夏款）[7]
- 2023年2月最后一周：女装成衣时装周（发布23年秋冬款）
- 2023年6月第四周：男装成衣时装周（发布24年春夏款）
- 2023年7月第一周：高级定制时装周（发布23年秋冬款）
- 2023年9月最后一周：女装成衣时装周（发布24年春夏款）

## 场馆
一些时尚品牌会选择在巴黎的人文名胜进行走秀，常见的选择如：
- 巴黎大皇宫 —— 香奈儿[9]
- 罗丹美术馆 —— 迪奥[10]
- 卢浮宫 —— 路易威登[11]
- 战神广场 —— 圣罗兰[12]

此外，杜乐丽花园、东京宫、人类博物馆和蓬皮杜艺术中心等地点也会被选作走秀台。

## 规定
2015年，迪奥在巴黎时装周聘用年仅14岁的模特走秀引发争议，2017年，法国两个时尚集团LVMH和开云集团承诺不再聘用16岁以下的模特。
2017年起，根据法国政府法规，禁止聘用身體質量指數（BMI）过低的模特。

## 外部連結
- 巴黎时装周官方网站
- 法国高级定制和时尚联合会官方网站 （页面存档备份，存于）